# Ханкок (окръг, Мисисипи)
Окръг Ханкок (на английски: Hancock County) е окръг в щата Мисисипи, Съединени американски щати. Площта му е 1432 km², а населението - 42 967 души (2000). Административен център е град Бей Сейнт Луис.